# Чернівецька єпархія УГКЦ
Черніве́цька єпа́рхія — єпархія Української Греко-Католицької Церкви, що об'єднує громади УГКЦ в Чернівецькій області. Єпархія заснована шляхом виокремлення її території з Коломийсько-Чернівецької єпархії рішенням Синоду Єпископів УГКЦ, потвердженим папою Франциском 12 вересня 2017 року. Чернівецька єпархія входить до складу Івано-Франківської митрополії.

## Територія
Чернівецька єпархія УГКЦ знаходиться в межах Чернівецької області.

## Історія
Спроби створення офіційних структур УГКЦ на Буковині сягають кінця XVIII століття, а перший храм було посвячено 1821 року. Греко-католики Буковини спочатку підпорядковувалися Львівському архиєпископові, а після створення Станіславівської єпархії в 1885 році — Станіславівському єпископові. З приходом комуністичної влади громада була змушена діяти в підпіллі.
Після відродження Церкви, 1993 року було створено Коломийсько-Чернівецьку єпархію, виокремивши її територію з Івано-Франківської єпархії, а храм Успіння Пресвятої Богородиці у Чернівцях став співкатедральним. У 2006 році було створено Буковинський вікаріат. Коли ж 2011 року було створено Івано-Франківську митрополію, то Коломийсько-Чернівецька єпархія увійшла до її складу.

## Утворення
12 вересня 2017 року папа Франциск потвердив рішення Синоду єпископів УГКЦ про утворення окремої Чернівецької єпархії і призначення її єпископом Йосафата Мощича, дотеперішнього єпископа-помічника Івано-Франківського.

## Єпископи
- Йосафат Мощич (з 2017 року)

## Чернівецький деканат
Декан — о.м ітрат Василь Гасинець
- м. Чернівці

| № | Назва                                             | Адреса                                | Настоятель                                           |  | Примітка |
| - | ------------------------------------------------- | ------------------------------------- | ---------------------------------------------------- |  | -------- |
| 1 | Катедральний собор Успення Пресвятої Богородиці   | вул. Руська, 28                       | о. мітрат Валерій Сиротюк                            |  |          |
| 2 | Церква Різдва Пресвятої Богородиці та Св. Антонія | вул. Капеланська 31                   | о. мітрат Василь Гасинець, сотрудник о. Віктор Чуляк |  |          |
| 3 | церква Покрови Пресвятої Богородиці               | вулиця Данила Галицького, 60, Садгора | о. протопресвітер Володимир Боровий                  |  |          |
| 4 | парафія святих апостолів Петра і Павла            | вулиця Володимира Винниченка 117 В    | о. мітрат Валерій Сиротюк                            |  |          |

- смт. Глибока, Чернівецька область

| № | Назва                               | Адреса                                  | Настоятель       |  | Примітка |
| - | ----------------------------------- | --------------------------------------- | ---------------- |  | -------- |
| 1 | церква Покрови Пресвятої Богородиці | вул. 10-ї річниці незалежності України. | о. Юрій Сахарчук |  |          |

- м. Кіцмань, Чернівецька область

| № | Назва                        | Адреса | Настоятель         |  | Примітка |
| - | ---------------------------- | ------ | ------------------ |  | -------- |
| 1 | церква св. ап. Петра і Павла |        | о. Василь Петруняк |  |          |

- м. Заставна, Чернівецька область

| № | Назва                                     | Адреса                   | Настоятель         |   | Примітка |
| - | ----------------------------------------- | ------------------------ | ------------------ | - | -------- |
| 1 | парафія Святого Священномученика Йосафата | вул. Севастопольська 2а, | о. Василь Петруняк | ; |          |

- м. Новоселиця, Чернівецька область

| № | Назва                       | Адреса               | Настоятель          |  | Примітка |
| - | --------------------------- | -------------------- | ------------------- |  | -------- |
| 1 | церква Зісланя Святого Духа | вулиця Кремльова 18а | о. Роман Заморський |  |          |

- с. Рідківці,  Новоселицький район, Чернівецька область

| № | Назва                         | Адреса                  | Настоятель       |  | Примітка |
| - | ----------------------------- | ----------------------- | ---------------- |  | -------- |
| 1 | церква Вознесіння Господнього | вул. О. Ярошинської 17. | о. Петро Кравчук |  |          |

- с.  Топорівці, Новоселицький район, Чернівецька область

| № | Назва                       | Адреса | Настоятель       |  | Примітка |
| - | --------------------------- | ------ | ---------------- |  | -------- |
| 1 | церква святого пророка Іллі |        | о. Петро Кравчук |  |          |

- м. Хотин, Чернівецька область

| № | Назва                           | Адреса               | Настоятель     |  | Примітка |
| - | ------------------------------- | -------------------- | -------------- |  | -------- |
| 1 | церква Преображення Господнього | вулиця І. Франка, 5, | о. Юрій Перхун |  |          |

## Вижницький деканат
Декан — о. мітрат Василь Стефанко
- м. Вижниця, Чернівецька область

| № | Назва                                        | Адреса             | Настоятель                  |  | Примітка |
| - | -------------------------------------------- | ------------------ | --------------------------- |  | -------- |
| 1 | церква Церква Святих Апостолів Петра і Павла | Вул. Йосифа Бурги, | парох о. м. Василь Стефанко |  |          |

- м. Вашківці, Чернівецька область

| № | Назва                            | Адреса                 | Настоятель                |  | Примітка |
| - | -------------------------------- | ---------------------- | ------------------------- |  | -------- |
| 1 | церква Святих Володимира і Ольги | вулиця Грушевського 1, | парох о. Андрій Куніцький |  |          |

- смт. Берегомет, Чернівецька область

| № | Назва                   | Адреса | Настоятель                |  | Примітка |
| - | ----------------------- | ------ | ------------------------- |  | -------- |
| 1 | церква Івана Богослова. |        | адміністратор о. Олег Куц |  |          |

- смт. Путила, Чернівецька область

| № | Назва                               | Адреса | Настоятель                        |  | Примітка |
| - | ----------------------------------- | ------ | --------------------------------- |  | -------- |
| 1 | церква Покрови Пресвятої Богородиці |        | адміністратор о. Віталій Вінтоняк |  |          |

- с. Селятин, Путильський район, Чернівецька область

| № | Назва                                                      | Адреса                  | Настоятель                        |  | Примітка |
| - | ---------------------------------------------------------- | ----------------------- | --------------------------------- |  | -------- |
| 1 | церква Святого Рівноапостольного князя Володимира Великого | провулок Український 1А | адміністратор о. Віталій Вінтоняк |  |          |

- с. Нова Жадова, Сторожинецький район, Чернівецька область

| № | Назва                                 | Адреса | Настоятель          |  | Примітка |
| - | ------------------------------------- | ------ | ------------------- |  | -------- |
| 1 | церква Святих Апостолів Петра і Павла |        | о. Михайло Лозанчин |  |          |

- с. Давидівка, Сторожинецький район, Чернівецька область

| № | Назва                   | Адреса | Настоятель          |  | Примітка |
| - | ----------------------- | ------ | ------------------- |  | -------- |
| 1 | церква Пресвятої Тройці |        | о. Михайло Лозанчин |  |          |

- м. Сторожинець, Чернівецька область

| № | Назва                                   | Адреса | Настоятель          |  | Примітка |
| - | --------------------------------------- | ------ | ------------------- |  | -------- |
| 1 | церква Всіх Святих Українського Народу, |        | парох о. Іван Гопко |  |          |